# Helumbu
Helumbu (nep. हेलम्बू) – gaun wikas samiti w środkowej części Nepalu  w strefie Bagmati w dystrykcie Sindhupalchowk. Według nepalskiego spisu powszechnego z 2001 roku liczył on 589 gospodarstw domowych i 2679 mieszkańców (1335 kobiet i 1344 mężczyzn).